# Trümmergrundstück

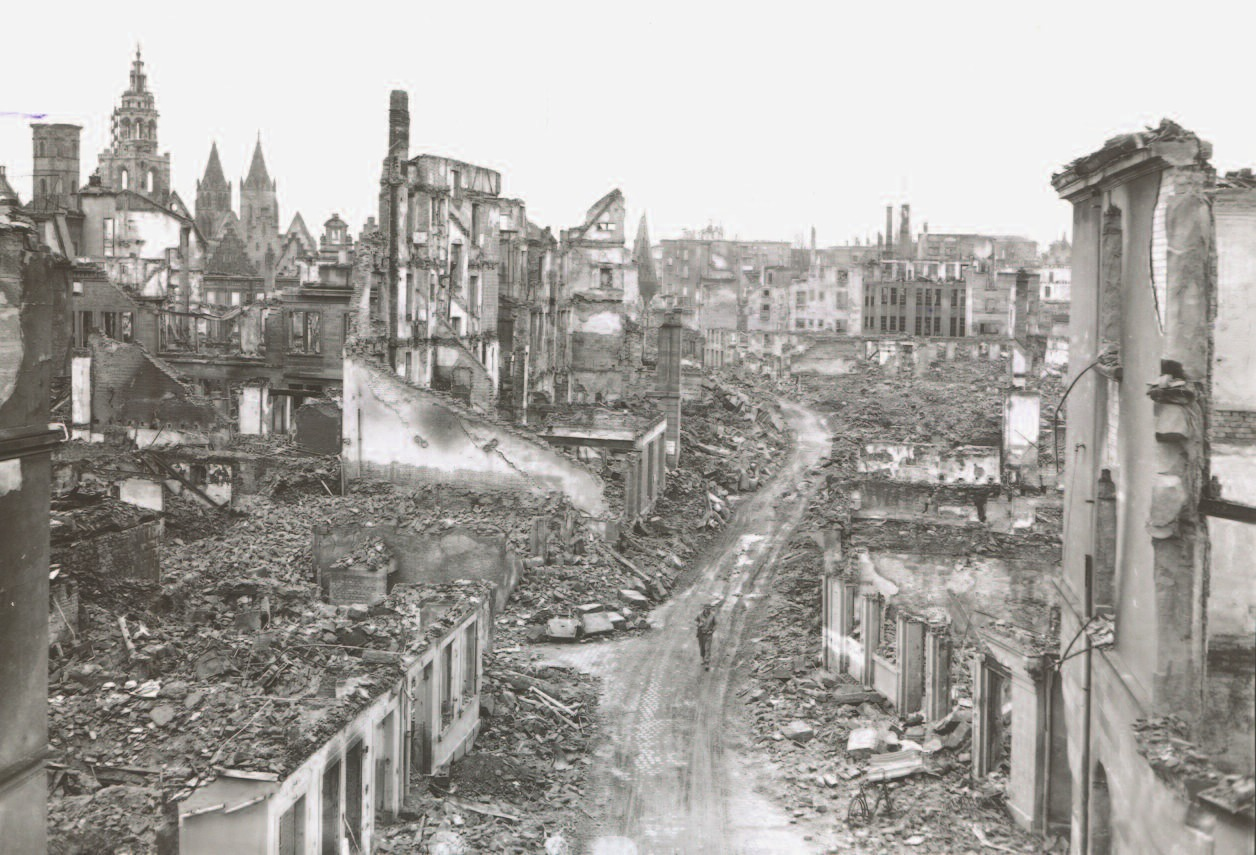
Kriegsruinen in Heilbronn, 1945

Trümmergrundstück war eine nach dem Zweiten Weltkrieg geläufige Bezeichnung für ein Grundstück, dessen Bebauung durch Luftangriffe mit Brand- und Sprengbomben oder Granateinschläge zerstört worden war.

## Geschichte
Durch die flächendeckenden Bombardierungen deutscher Städte im Zweiten Weltkrieg waren vielerorts große Teile der Bebauung zerstört worden. Die Beseitigung der Trümmer (einschließlich des Abbruchs eventuell noch stehender Ruinenteile) stellte ein großes logistisches Problem dar, das beispielsweise unter Mithilfe von Trümmerfrauen und unter Einsatz technischer Großgeräte wie Trümmerbahnen gelöst werden musste.
In diesem Zusammenhang entstand der Begriff Trümmergrundstück, der die vom Schutt der Bebauung bedeckten innerstädtischen Grundstücke bezeichnete. Bei den Überlegungen für eine weitere Verwendung dieser Flächen trat mitunter das Problem auf, dass die Eigentümer der Grundstücke nicht über die finanziellen Mittel verfügten, die Trümmer der Kriegsruinen abzuräumen und die Neubebauung vorzunehmen oder schlichtweg nicht daran interessiert waren. Solche nicht freigeräumten Flächen wurden dann als Trümmergrundstücke zum Verkauf ausgeschrieben, wobei der neue Eigentümer die  Beseitigung der Trümmer übernehmen musste. Häufig versuchte die Stadtplanung, kleine nebeneinanderliegende Trümmergrundstücke (wie sie vor allem in Altstädten anzutreffen waren) zusammenzuführen um eine großflächige, lohnende Neubebauung zu ermöglichen. Dies diente mancherorts auch dazu, neue, breitere und gerade Straßen zu schaffen oder hochwassergefährdete Gebiete durch Aufschütten (meist mit dem reichlich vorhandenen Trümmerschutt) trockenzulegen.
Der Begriff Trümmergrundstück etablierte sich in der Folge ganz allgemein als Bezeichnung für noch nicht wieder bebaute innerstädtische Flächen, deren frühere Bebauung im Krieg zerstört worden war, auch wenn der Schutt bereits entfernt und vielleicht sogar eine provisorische Bebauung entstanden war. Solche provisorischen Bauten nutzten mitunter nur Teile des Grundstücks oder waren lediglich einstöckig, manchmal entstanden sie unter Verwendung noch vorhandener Ruinenteile. Mit zunehmender Motorisierung fanden viele geräumte Trümmergrundstücke Verwendung als Parkplätze. Durch die kontinuierlich steigenden Immobilienpreise in westdeutschen Städten erfolgte jedoch zunehmend eine lukrative Neubebauung. In der Bundesrepublik Deutschland verschwanden die letzten, vereinzelten Trümmergrundstücke in den 1980er Jahren. In der Deutschen Demokratischen Republik waren sie vielerorts noch bis zur Wiedervereinigung und darüber hinaus sichtbar. Die wenigen noch verbliebenen Trümmergrundstücke in attraktiven Innenstadtlagen haben heute meist einen hohen finanziellen Wert und sind oft Gegenstand von Immobilienspekulationen.

## Trümmergesetze
Um die rechtlichen Fragen rund um die Trümmergrundstücke zu regeln, wurden Ende der 1940er Jahre in den Bundesländern Gesetze über die Räumung von Trümmergrundstücken (Trümmergesetze) erlassen.
| Bundesland          | Kurzname             | Datum            | Langname |
| ------------------- | -------------------- | ---------------- | --- |
| Bayern              | Trümmergesetz        | 30. Mai 1949     | Gesetz über die Räumung von Trümmergrundstücken, die Verwertung der Trümmer und die Beseitigung gefahrdrohender Zustände |
| Hamburg             | Enttrümmerungsgesetz | 31. Juli 1948    | Gesetz über die Räumung und Verwertung von Trümmern                                                                      |
| Niedersachsen       | Trümmergesetz        | 21. März 1949    | Gesetz über die Räumung von Trümmergrundstücken                                                                          |
| Nordrhein-Westfalen | Enttrümmerungsgesetz | 2. Mai 1949      | Enttrümmerungsgesetz |
| Rheinland-Pfalz     | Trümmergesetz        | 24. Februar 1949 | Landesgesetz über die Beschlagnahme und Beseitigung von Gebäudetrümmern                                                  |
| Schleswig-Holstein  | Trümmergesetz        | 2. November 1948 | Gesetz über die Aufräumung von Trümmergrundstücken und die Verwertung von Trümmern                                       |